# Emin Sulimani
Emin Sulimani (* 4. August 1986 in Wels) ist ein ehemaliger österreichischer Fußballspieler und nunmehriger -trainer.

## Karriere

### Als Spieler
Im Jänner 2004 unterschrieb der Mittelfeldspieler einen Zweijahresvertrag beim Bundesligisten SV Ried, nachdem er zuvor bei Eintracht Wels und bei LASK Linz gespielt hatte. In Ried wurde er rasch zu einem Stammspieler und konnte 2007 österreichischer Vizemeister werden, weiters wurde er einmal von Josef Hickersberger zu einem Länderspiel der österreichischen Nationalmannschaft einberufen, jedoch nicht eingesetzt. Anschließend folgte der Wechsel zum FK Austria Wien, mit welchem er 2009 den österreichischen Pokal gewinnen konnte. Sulimani spielte im Finale durch. In der Saison 2009/10 kam Sulimani zu 24 Einsätzen in der Bundesliga, bei denen er zwei Tore erzielte. Ein Angebot zur Verlängerung seines auslaufenden Vertrages lehnte Sulimani ab und wurde vom Verein beim letzten Saisonspiel offiziell verabschiedet.
Sulimani unterschrieb im August 2010 einen Kontrakt beim österreichischen Bundesligisten LASK Linz und kehrt somit wieder zu seinem Jugendverein zurück.
Nach dem Abstieg des LASK in der Saison 2010/11 wechselte Sulimani zum Verein seines jüngeren Bruders Benjamin, zum FC Trenkwalder Admira, wo sein Vertrag im August 2012 nicht mehr verlängert wurde.
Sulimani spielte 14 Mal für die U-21-Auswahl Österreichs und erzielte drei Treffer. Für die österreichische A-Nationalmannschaft wurde er ein Mal nominiert, kam allerdings nicht zum Einsatz. Im Mai 2010 gab Sulimani bekannt, künftig für das Nationalteam von Mazedonien spielen zu wollen.

### Als Trainer
2017 beendete Emin Sulimani seine Karriere und wurde Co-Trainer beim WSC Hertha Wels, bei dem er zuvor schon aktiv gespielt hatte. Von April 2019 bis zum Saisonende 2019 übernahm Sulimani interimsweise das Cheftraineramt. Nach der Entlassung von Trainer Markus Waldl wurde Sulimani im März 2022 zum Cheftrainer befördert. Im August 2024 wurde er nach zweieinhalb Jahren im Amt entlassen.
Im Dezember 2024 übernahm Sulimani mit dem Zweitligisten SV Stripfing erstmals einen Profiklub.

## Erfolge
- österreichischer Pokalsieger 2009

## Privates
Seine Brüder Benjamin Sulimani und Harun Sulimani waren ebenfalls Profifußballer.